# F 5 (sous-marin)
Pour les articles homonymes, voir F5.
Le F 5 est un sous-marin italien de la classe F, lancé pendant la Première Guerre mondiale et en service dans la Regia Marina.

## Caractéristiques
La classe F déplaçait 260 tonnes en surface et 320 tonnes en immersion. Les sous-marins mesuraient 46,63 mètres de long, avaient une largeur de 4,22 mètres et un tirant d'eau de 2,62 mètres. Ils avaient une profondeur de plongée opérationnelle de 40 mètres. Leur équipage comptait 2 officiers et 24 sous-officiers et marins.
Pour la navigation de surface, les sous-marins étaient propulsés par deux moteurs diesel FIAT de 325 chevaux-vapeur (cv) (239 kW) chacun entraînant deux arbres d'hélices. En immersion, chaque hélice était entraînée par un moteur électrique Savigliano de 250 chevaux-vapeur (184 kW). Ils pouvaient atteindre 12,3 nœuds (22,8 km/h) en surface et 8 nœuds (14,8 km/h) sous l'eau. En surface, la classe F avait une autonomie de 1 200 milles nautiques (2 222 km) à 9,3 noeuds (17,22 km/h); en immersion, elle avait une autonomie de 139 milles nautiques (257 km) à 1,5 noeuds (2,77 km/h).
Les sous-marins étaient armés de 2 tubes lance-torpilles à l'avant (proue) de 45 centimètres, pour lesquels ils transportaient un total de 4 torpilles. Sur le pont arrière se trouvait 1 canon antiaérien Armstrong de 76/30 mm pour l'attaque en surface. Ils étaient également équipés d'une mitrailleuse Colt de 6,5 mm.

## Construction et mise en service
Le F 5 est construit par le chantier naval FIAT-San Giorgio de La Spezia en Italie, et mis sur cale le 23 mai 1915. Il est lancé le 12 août 1916 et est achevé et mis en service le 26 novembre 1916. Il est commissionné le même jour dans la Regia Marina.

## Historique
Dans les premiers jours de sa vie opérationnelle, le F 5 subit une longue phase d'entraînement dans le golfe de La Spezia,.
En février 1917 - le commandant de l'unité est le lieutenant de vaisseau (tenente di vascello) Michelangelo Fedeli - il est affecté au IIe Escadron de sous-marins d'Ancône, mais il est basé alternativement à Venise et à Porto Corsini,.
Il est employé dans un rôle offensif sur les routes marchandes austro-hongroises et sur celles menant à Pula et Trieste, effectuant au total 26 missions,.
Le 8 février 1918, il est déployé dans une embuscade à une quinzaine de kilomètres à l'ouest de Pula, en soutien à l'action de torpilleurs MAS qui a été connue sous le nom de Camouflet de Bakar (en italien: Beffa di Buccari).
Après la signature de l'armistice de Villa Giusti, il participe, sous le commandement du lieutenant de vaisseau Edoardo Somigli, à l'occupation d'Umag, en Istrie,.
Au début de 1919, il est déployé à Brindisi et en mai de cette année-là, il a changé de base pour s'installer à Naples,.
Il a participé à divers exercices de 1924 à 1927 et a effectué de longues croisières le long des côtes siciliennes.
Déclassé et radié le 20 juillet 1929, il est mis au rebut.